# Prioritätsregel (Biologie)
Die Prioritätsregel dient in der biologischen Nomenklatur der Stabilität und Eindeutigkeit wissenschaftlicher Benennungen der Taxa. Sie besagt im Grundsatz, dass ältere Namen Vorrang vor jüngeren (später publizierten) Namen haben.

## Zweck
Die Regel ist nötig, da es immer wieder vorkommt, dass ein Taxon (z. B. eine Gattung oder Art) mehrfach in verschiedenen Publikationen mit einem neuen Namen beschrieben wird. International sollte nur einer dieser Namen auf Dauer akzeptiert werden. Vor Anwendung der Prioritätsregel wird geprüft, ob die Publikation eines neuen Taxons die allgemeinen (in Botanik und Zoologie leicht unterschiedlichen) Kriterien zur Gültigkeit der Publikation erfüllt. Namen die nicht gültig publiziert wurden, werden von der Prioritätsregel nicht erfasst.
Bei miteinander konkurrierenden verfügbaren Namen gilt der Grundsatz, dass der zuerst veröffentlichte Name eines Taxons Priorität erhält. Er erhält Vorrang gegenüber späteren, nach objektiven oder subjektiven Kriterien dasselbe Taxon benennenden Namen und wird damit zum „gültigen“ Namen. Abweichungen hierzu können gemäß den Internationalen Regeln für die Zoologische Nomenklatur nur durch Vollmacht der Internationalen Kommission für Zoologische Nomenklatur beschlossen werden: Wurde zum Beispiel der Name eines „bedeutenden“ Lebewesens lange Zeit stabil verwendet und müsste aufgrund neuer Erkenntnisse geändert werden, kann aufgrund eines Vorschlags und nach einer Abstimmung der hergebrachte Name „konserviert“ bzw. der eigentlich die Priorität besitzende Name „unterdrückt“ werden (Nomen conservandum); ein Beispiel für eine solche Entscheidung ist die Kontroverse um Archaeopteryx. Die möglichen Ausnahmen und Vorgehensweisen sind ebenfalls in den internationalen Nomenklaturregeln beschrieben.
Eine Besonderheit der Prioritätsregel ist, dass es einen frühestmöglichen Zeitpunkt der Gültigkeit gibt. Veröffentlichungen, die älter als diese Prioritätsgrenze sind, sind nicht zu berücksichtigen. Festgelegt wurden diese Prioritätsgrenzen vor allem durch die Standardwerke von Linné. Für die Pflanzen ist der 1. Mai 1753 als festgelegtes Erscheinungsdatum der Species Plantarum von Linné der Beginn der gültigen Nomenklatur. Und entsprechend in der Zoologie der 1. Januar 1758 für die 10. Auflage des Systema Naturae von Linnaeus, allerdings mit einer Besonderheit, dass hier für die Gruppe der Spinnen eine Ausnahme gemacht wurde. Das Werk Svenska spindlar von Clerck (1757) wird von den Zoologen als nach der 10. Auflage der Systema Naturae erschienen erachtet und ist damit verfügbar für die Nomenklatur. Weitere Regelungen sind etwa für Moose, Pilze, Algen, fossile Pflanzen oder Bakterien zu berücksichtigen (siehe Internationaler Code der Nomenklatur für Algen, Pilze und Pflanzen).

## Geschichte
Augustin de Candolle riet bereits 1813 dazu, den ältesten Namen beizubehalten, außer wenn er falsch ist oder den von Linné aufgestellte Vorschriften widerspricht. Vorschläge weiterer Botaniker folgten. Eine verbindliche Regelung erfolgte aber erst auf dem Botanikerkongress 1867 in Paris. Ein von Alphonse de Candolle ausgearbeiteter Entwurf der Nomenklaturregeln wurde angenommen. Nach lebhaften Diskussionen in den 1890er Jahren wurde 1905 in Wien eine Revision der Regeln von 1867 beschlossen. Hiernach konnten gewisse Gattungsnamen als nomina conservanda entgegen der Prioritätsregel beibehalten werden. Dem widersprachen einige nordamerikanische Botaniker, die 1907 einen eigenen Code aufstellten. Die Meinungsverschiedenheiten wurden erst 1930 in Cambridge ausgeräumt. Das Wiener Prinzip der Konservierung von Gattungsnamen wurde anerkannt, jedoch der Bezug auf einen Typus als Voraussetzung gefordert.